# 白倉重家
白倉重家（生年不詳－卒年不詳）是日本戰國時代武將。上野白倉城城主。白倉氏一族。父親是白倉道佐。通稱源太郎、源左衛門尉、掃部助、宗任。弟弟有白倉重治。
白倉氏是上州八家之一，代代仕於山內上杉氏，在祖父白倉重佐時期仕於關東管領上杉憲政，被稱為「四宿老」之一。

## 生平
父親道佐仕於上杉憲政、上杉謙信、武田信玄、武田勝賴，作為「內藤相備組眾」（内藤相備え組衆），與高山氏、多比良氏、木部氏、倉賀野氏、後閑氏、長根氏等一同被配置在箕輪城城代內藤昌秀、內藤昌月之下，在天正8年（1580年）3月17日與後北條氏戰鬥時戰死。
繼承人重家與父親道佐同様仕於武田勝賴，在內藤昌月之下負責武田氏的上野侵攻作戰，不過天正10年（1582年）3月11日，因為織田氏的甲州征伐，令武田家滅亡。同年3月23日，織田家重臣瀧川一益被賜予東信濃的佐久、小縣二郡和上野一國，此時與其他上野國人眾同様向一益投降。
天正10年（1582年）6月2日，織田信長在本能寺之變中横死，相模的北條氏直開始侵攻上野。同月18日至19日，在神流川之戰中，作為一益方戰敗（『上毛古戰記』），戰後向氏直投降。
天正18年（1590年），在小田原征伐中，把白倉城交給弟弟重高守備，自身前往小田原城籠城（『上州古城壘記』）。在後北條氏滅亡後，白倉氏亦失去所領而沒落。